# Adachi Tadashi

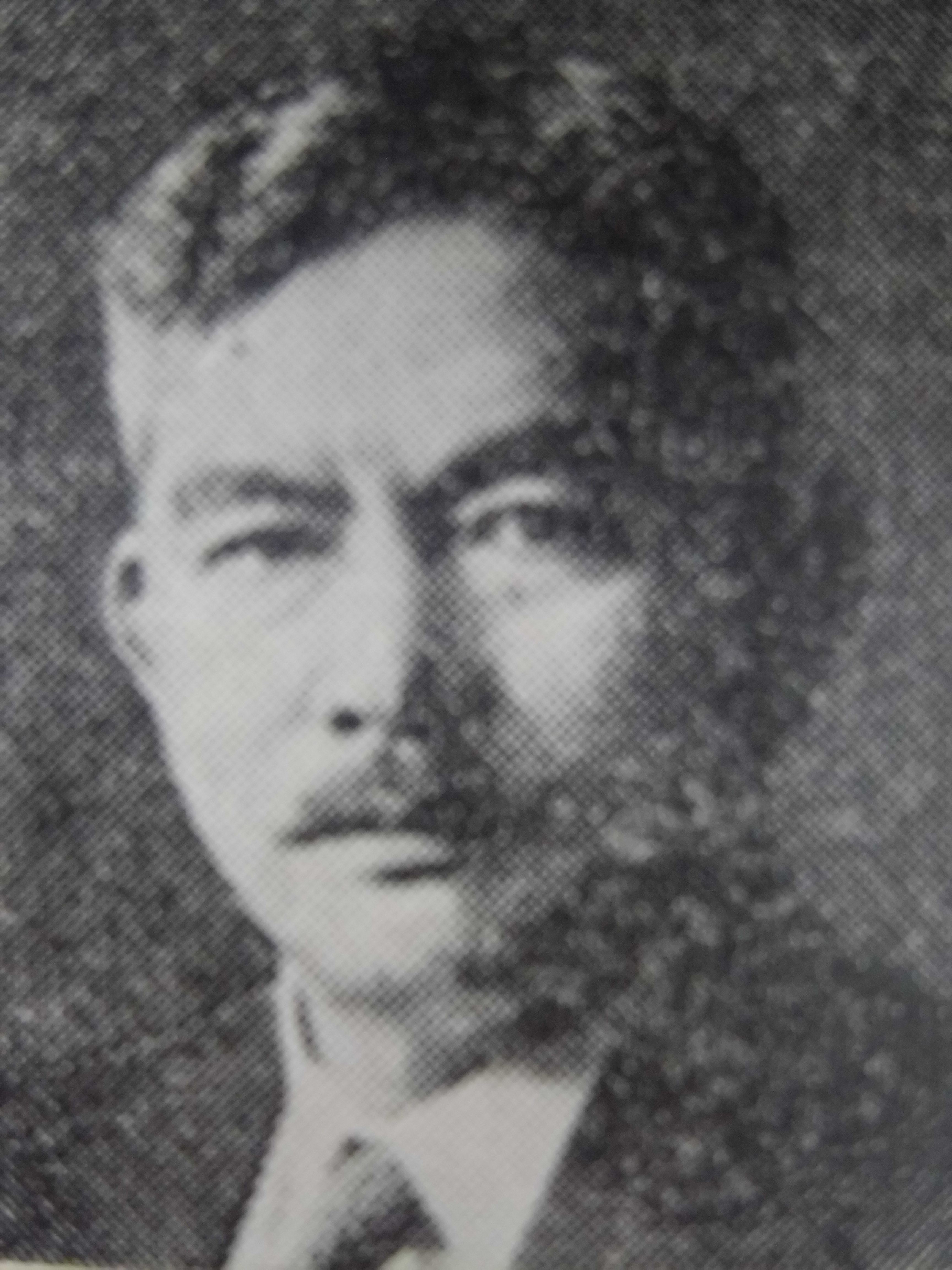
Adachi Tadashi

Adachi Tadashi (japanisch 足立 正; geboren 28. Februar 1883 in Sakaiminato (Präfektur Tottori); gestorben 29. März 1973) war ein japanischer Unternehmer.

## Leben und Wirken
Adachi Tadashi machte 1905 seinen Studienabschluss an der „Tōkyō Shōkō Gakkō“ (東京高商学校), der Vorläufereinrichtung der heutigen Hitotsubashi-Universität. Im Anschluss daran wurde er Mitarbeiter von Mitsui Bussan (三井物産). 1911 wurde er von Fujiwara Ginjirō (1869–1960) angeregt, zu Ōji Paper Co., Ltd. zu wechseln. 1920 wurde er dort Mitglied des Vorstandes. Danach wurde er leitendes Vorstandsmitglied, stellvertretender Chef des Unternehmens, 1942 Chef.
Nach dem Zweiten Weltkrieg ging Adachi im Dezember 1946 in den Ruhestand. 1947 musste er sich auf Grund einer Verfügung der Alliierten Besatzungsmächte alle öffentlichen Ämter aufgeben. Nach dem Ende der Verfügung wurde er 1951 Präsident von „Radio Tokyo“ (Vorgänger des Tokyo Broadcasting System TBS) und wirkte auch als erster Vorsitzender der „National Association of Commercial Broadcasters in Japan“ (日本民間放送連盟; Nihom minkan hōsō remmei). Er leistete in den Anfängen des kommerziellen Rundfunks einen wichtigen Beitrag zu dessen Aufbau.
1956 wurde Adachi 1956 Vorsitzender des „Japan Productivity Center“ (日本生産性本部, Nihon seisansei hombu), 1957 Vorsitzender der „Japanischen Industrie- und Handelskammer“ (日本商工会議所, Nihon shōkō kaigi-sho) und Vorsitzender der „Industrie- und Handelskammer von Tokio“ (東京商工会議所; Tokyo shōkō kaigi-sho). Gleichzeitig wirkte er auch als Berater von „Nikkeiren“ (日経連) und „Keidanren“ und war während der Zeit des japanischen Wirtschaftswunders als führende Persönlichkeit tätig. Darüber hinaus spielte er eine wichtige Rolle beim Aufbau der außenwirtschaftlichen Beziehungen nach dem Krieg, insbesondere mit Australien.